# Gari helenae
Gari helenae är en musselart som beskrevs av Olsson 1961. Gari helenae ingår i släktet Gari och familjen Psammobiidae. Inga underarter finns listade i Catalogue of Life.